# Anders Vikar
Anders Vikar, född den 18 mars 1886 i Rättviks församling, Kopparbergs län, död där den 3 oktober 1965, var en svensk skolman.
Vikar avlade filosofie kandidatexamen vid Lunds universitet 1908 och filosofie licentiatexamen 1914. Han disputerade 1922 för filosofie doktorsgrad på en språkvetenskaplig studie i engelska samt promoverades samma år. Vikar innehade tjänst som extra ordinarie lektor i Eskilstuna 1916–1922, som adjunkt där 1922–1923, som lektor i Sundsvall 1923–1936 och vid högre allmänna läroverket för gossar å Norrmalm i Stockholm 1936–1951, men var tjänstledig 1928–1951 för att upprätthålla rektoratet i Falun. Han var Lunds studentkårs vice ordförande 1911, stadsfullmäktig i Falun 1936–1954, inspektor för Rättviks samrealskola 1946–1953, ledamot av polisnämnden 1947–1954, styrelseledamot i Falu kommunala flickskola 1948–1954 och i Dalarnas fornminnes- och hembygdsförbund 1952–1954. Han publicerade Contributions to the History of the Durham Dialects (gradualavhandling, 1922) samt uppsatser i person- och bygdehistoriska samlingsverk. Vikar blev riddare av Nordstjärneorden 1937.